# Onafhankelijkheidsmonument (Kiev)
Het Onafhankelijkheidsmonument (Oekraïens: Монумент Незалежності; Monoement Nezalezjnosti) is een gedenkzuil op Majdan Nezalezjnosti (Onafhankelijkheidsplein) in Kiev ter ere van de in 1991 uitgeroepen onafhankelijkheid van Oekraïne.
Stilistisch is het monument een combinatie van Oekraïense barok en empirestijl. Het is in 2001 gebouwd ter gelegenheid van de tiende verjaardag van de onafhankelijkheid van het land. Op de zuil staat een beeld van een vrouw (Береги́ня; Berehynja) met een tak van een Gelderse roos in haar hand. De 61 meter hoge zuil is bekleed met wit Italiaans marmer op een sokkel in de vorm van een christelijke tempel uit de Oekraïense barok.

## Galerij

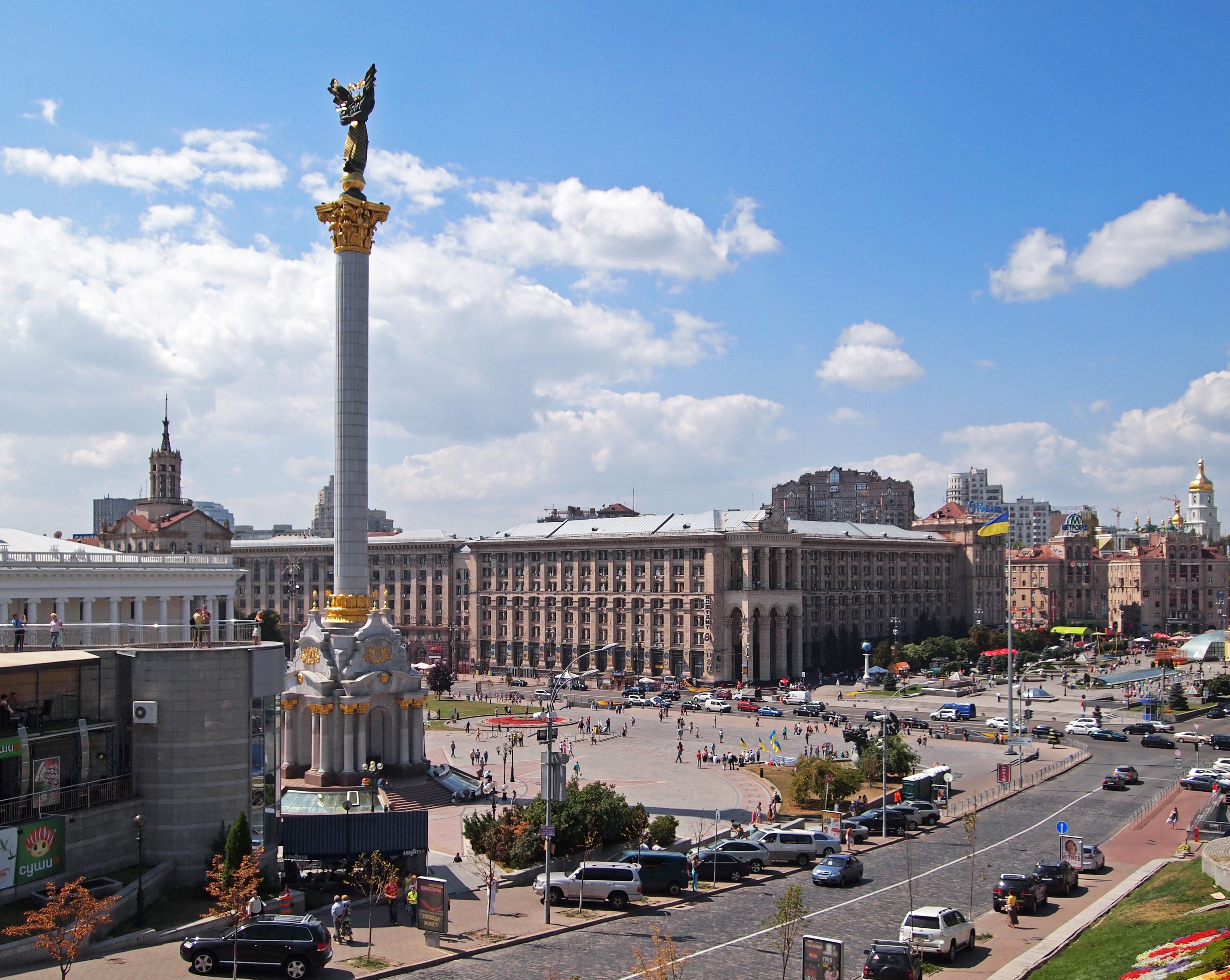
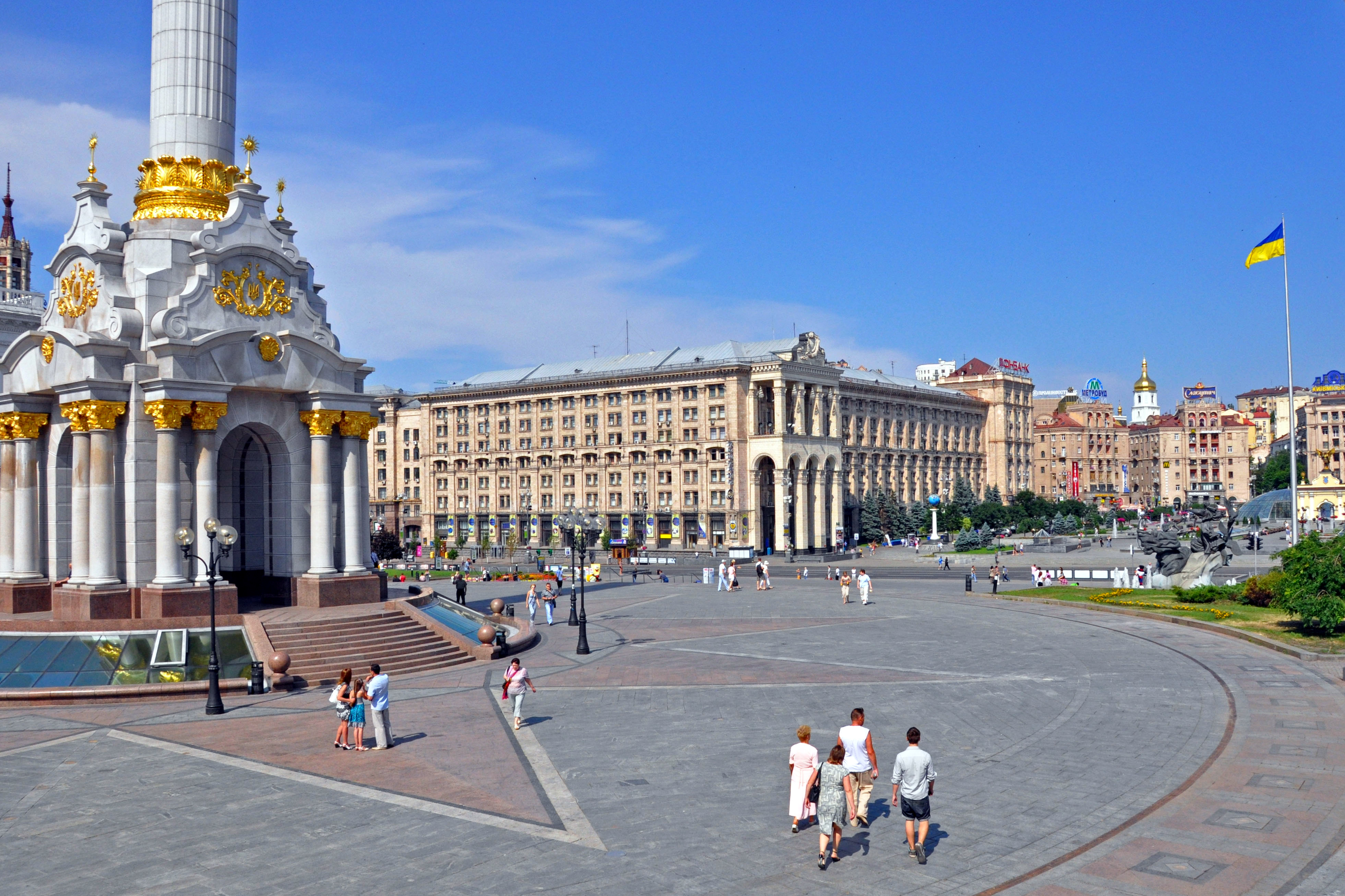